# Erbéviller-sur-Amezule
Erbéviller-sur-Amezule är en kommun i departementet Meurthe-et-Moselle i regionen Grand Est (tidigare regionen Lorraine) i nordöstra Frankrike. Kommunen ligger i kantonen Tomblaine som tillhör arrondissementet Nancy. År 2022 hade Erbéviller-sur-Amezule 68 invånare.

## Befolkningsutveckling
Antalet invånare i kommunen Erbéviller-sur-Amezule
| Referens: INSEE |